# Бэрри, Джон (художник-постановщик)
Джон Бэрри (англ. John Barry) (3 июля 1935 — 1 июня 1979) — британский художник-постановщик

 фильмов, известный своей работой над фильмом «Звездные войны», за которую он получил премию «Оскар» за лучшую работу художника-постановщика.

## Карьера
Джон Бэрри родился 3 июля 1935 года в Лондоне. Окончил Шервуд-паркскую начальную школу, гимназию для мальчиков округа Митчем и Кингстонский колледж (по специальности архитектура).
Первым опытом работы в кино стали для Бэрри должности чертёжника на съёмках фильме «Клеопатра» с Элизабет Тейлор в главной роли и ассистента постановщика в фильме «После похорон» (оба вышли в 1963 году). В 1960-е годы был ассистентом постановщика Эллиота Скотта в шпионском телесериале «Опасный человек» (1960—1968) и фильме «Три укуса на яблоке» (1967). Первым опытом Бэрри в качестве художника-постановщика стал комедийный фильм «Спуск и падение... орнитолога» (1968), а спустя два года он стал художником-постановщика американо-югославского фильма «Герои Келли» (1970).
В начале 1970-х годов Джон Бэрри работал с режиссёром Стэнли Кубриком, выступив постановщиком так и не законченного фильма «Наполеон», «Заводной апельсин» (1971) за который он получил номинацию на премию BAFTA за лучшую работу художника-постановщика и «Фаза 4» (1974). Также он работал над криминальной драмой «Сидячая цель» (1972), фантастическим мюзиклом «Маленький принц» (1974), криминальной драмой «Лодка «Счастливая леди»» (1975).
По рекомендации постановщика Эллиота Скотта в Мексику, где Бэрри работал над «Счастливой леди», приехал режиссёр Джордж Лукас и пригласил его на пост художника-постановщика фильма «Звёздные войны» (1977); прикинув, что отведённого времени в семь месяцев на проектирование и создание декораций для фильма должно было быть вполне достаточно, он согласился на эту работу.
В 1978 году за работу над этим фильмом вместе с постановщиками Норманом Рейнольдсом и Лесли Дилли и декоратором Роджером Кристианом получил премию «Оскар» за лучшую работу художника-постановщика и сольно свою вторую номинацию на премию BAFTA за лучшую работу художника-постановщика.
В дальнейшем Джон Бэрри был постановщиком фильмов «Супермен» (1978) за который он получил свою третью номинацию на премию BAFTA за лучшую работу художника-постановщика и специальную премию «Сатурн» за лучшую работу художника-постановщика и «Супермен II» (1980), «Быстрая поломка» (1979) и «Сила одиночки» (1979). После успеха «Супермена» Бэрри получил шанс снять своё собственное кино, научно-фантастический фильм «Сатурн-3» (1980), в котором выступил автором сценария и вторым режиссёром. Во время съёмок Барри поссорился со звездой фильма Кирком Дугласом и был заменён Стэнли Доненом.
Джон Бэрри был приглашён Джорджем Лукасом на пост режиссёра второй съёмочной группы фильма «Империя наносит ответный удар» (1980). Однако 31 мая 1979 года, спустя две недели после начала съёмок, он потерял сознание на съёмочной площадке и был госпитализирован с температурой 40 градусов. Бэрри умер в 2 часа ночи 1 июня; причиной смерти стал менингит, предположительно, подхваченный им в Северной Африке. Похороны Джона Бэрри состоялись 11 июня 1979 года.